# Perucko-korycanské souvrství

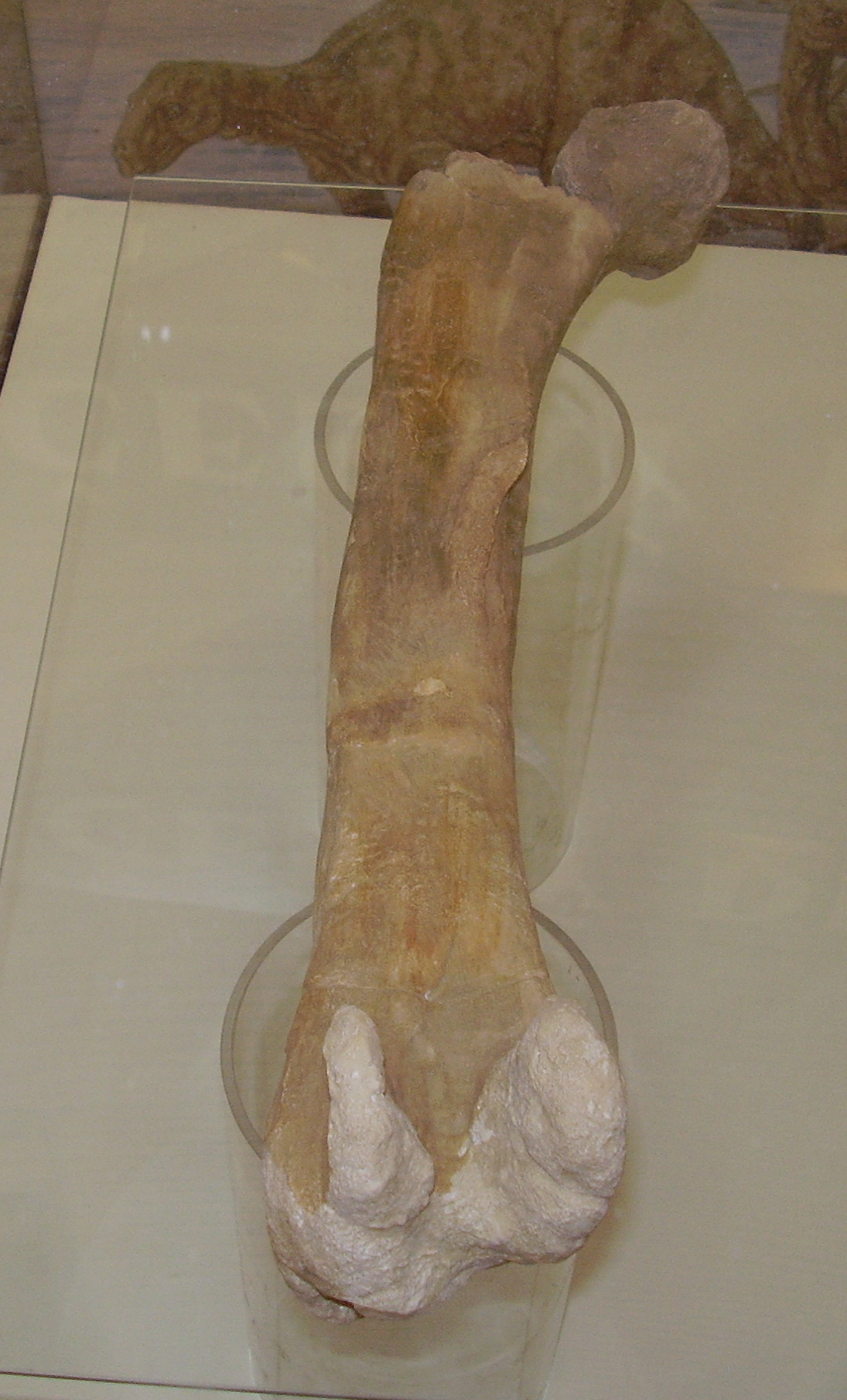
Fosilie levé stehenní kosti burianosaura, objevená v sedimentech Perucko-korycanského souvrství.

Perucko-korycanské souvrství je geologické souvrství zahrnující nejstarší sedimenty svrchnokřídové výplně České křídové pánve. Představuje sladkovodní, brakické i mořské sedimenty.

## Charakteristika
Sedimentace tohoto souvrství započala pravděpodobně koncem spodní křídy (věk alb, asi před 112 až 100 miliony let) a pokračovala dál do období následujícího věku cenoman (před 100 až 94 miliony let). Vznik tohoto celku byl výrazně poznamenán velkou transgresí, která znamenala zvýšení hladiny moří na území dnešní střední Evropy (tzv. Křídové moře). Tato velká křídová záplava trvala asi 10 milionů let a byla poslední událostí, při které území České republiky pokrývalo moře.
Perucko-korycanské souvrství se obecně dělí na dva základní členy. Perucké vrstvy tvoří především kontinentální sedimenty (usazeniny z říčních toků, jezer atd.), zatímco korycanské vrstvy již odpovídají mohutné mořské transgresi a jejich typickou horninou jsou pískovce. Dalšími běžnými horninami v tomto souvrství jsou pak jílovce a slepence.

## Paleontologie

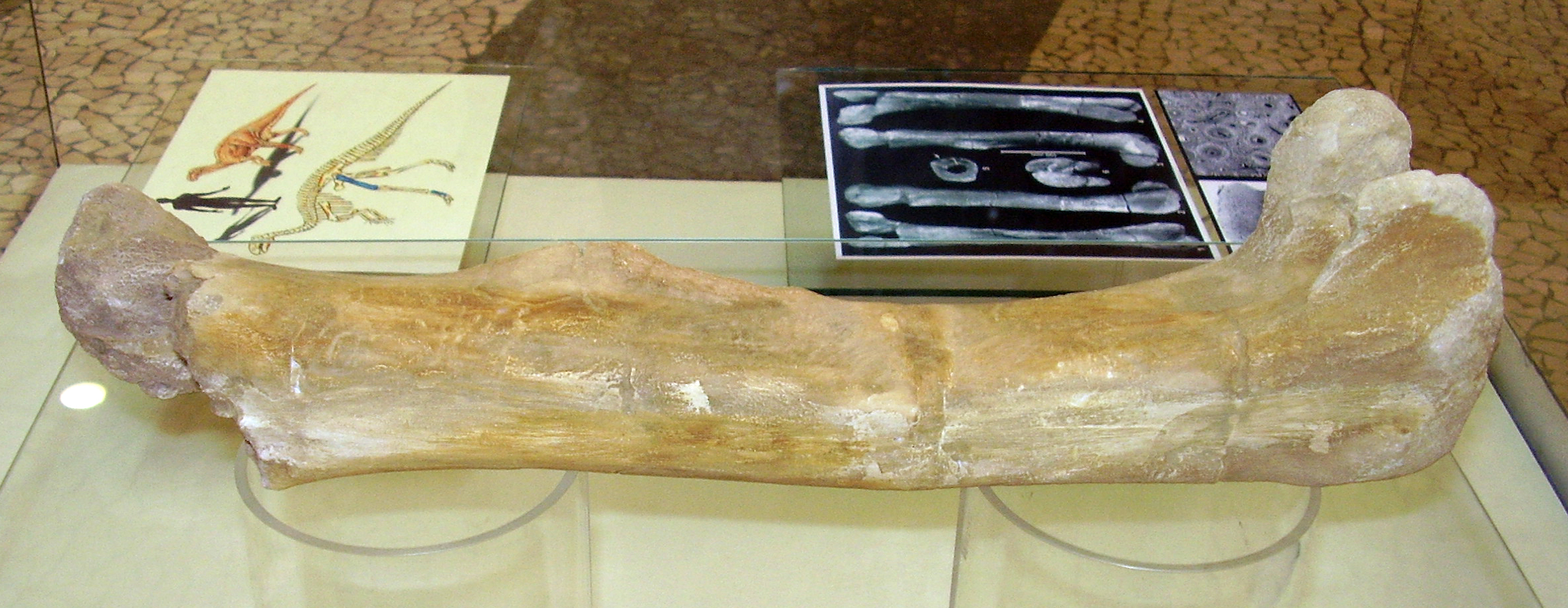
Fosilie stehenní kosti burianosaura.

Z hlediska paleontologického je nejvýznamnějším objevem fosilie levé stehenní kosti a několika dalších úlomků kostí končetin malého ptakopánvého dinosaura, objeveného náhodně na jaře roku 2003 v lomu u Mezholez nedaleko Kutné Hory a vědecky pojmenovaného roku 2017 jako Burianosaurus augustai. Tento bazální (vývojově primitivní) ornitopod žil v době před 95 až 94 miliony let a k roku 2020 je jediným formálně popsaným a pojmenovaným zástupcem skupiny Dinosauria na území České republiky. Dále jsou zde objevovány především početné fosilie schránek mořských bezobratlých. Velmi hojné jsou také fosilie rostlin z tohoto období, jen z peruckých vrstev jde zhruba o 150 druhů.